# Rovensko pod Troskami
Rovensko pod Troskami é uma cidade checa localizada na região de Liberec, distrito de Semily.